# Trattato di Roma (1525)
Il trattato di Roma del 1525 stabilì un'alleanza tra Carlo V d'Asburgo e Papa Clemente VII, il quale così facendo abbandonava l'alleanza con Francesco I di Francia, imprigionato a Pizzighettone a seguito della Battaglia di Pavia.
Fu stipulato il primo Aprile tra l'inviato di Carlo di Lannoy ed il Papa. Fu reso pubblico in Maggio.
In base ad esso, Milano sarebbe rimasta in mano agli Sforza e la presenza Medicea a Firenze sarebbe stata preservata, ma lo scoppio della guerra della Lega di Cognac ne mise in discussione i contenuti fino alla riappacificazione tra Papa e Imperatore avutasi col Trattato di Barcellona e al Congresso di Bologna.
Francesco Guicciardini così descrive il trattato:
(Storia d'Italia, Libro XVI, capitolo II, Francesco Guicciardini)